# Ljudska univerza Postojna
Ljudska univerza Postojna je ljudska univerza s sedežem na Ljubljanski cesti 2 (Postojna); ustanovljena je bila leta 1960.